# GRX-810
 (avril 2022).
Le GRX-810 est un type d'alliage renforcé par dispersion d'oxyde (en) : un mélange de métal contenant des particules d'oxyde à l'échelle nanométrique. Il a été mis au point par la National Aeronautics and Space Administration aux États-Unis en avril 2022 . Dale Hopkins, est chef de projet adjoint du projet Transformational Tools and Technologies, département à la tête de ce projet.
Spécialement conçu pour être utilisé dans les systèmes aérospatiaux à haute performance, ce matériau a été créé pour l'impression 3D métallique. Ce  matériau peut résister à des températures supérieures à 1090 ° C, tout en étant plus malléable que les alliages aérospatiaux existants et tout en alliant résistance et durabilité .
La NASA a déjà testé l'alliage pour imprimer en 3D une chambre de combustion de moteur à turbine ainsi qu'une pièce monolithique conçue pour mélanger le carburant et l'air .

## GRX-810: un alliage miracle?
En raison de la nature hostile de l'espace extra-atmosphérique, les efforts de la NASA visent à améliorer des propriétés mécaniques dans des conditions environnementales extrêmes. Le GRX-810 offre des améliorations de performances remarquables par rapport à de nombreux alliages de pointe .
À 1 090 °C, le GRX-810 présente une résistance à la rupture deux fois supérieure, une ductilité et une malléabilité trois fois et demie supérieures et une durabilité sous contrainte plus de 1 000 fois supérieure à celle des meilleurs alliages .